# 中村隆 (美術監督)
中村 隆（なかむら たかし、1962年 - 2021年6月29日）は、日本の男性アニメーション美術監督である。

## 来歴
神奈川県出身。
1986年にスタジオユニに入社し、その後様々な作品に関わった後2010年に退社。同年4月にスタジオユニ内の制作室であったアートチーム・コンボイをアニメーション美術・背景制作会社として独立、同社代表を務めた。
2021年6月29日に死去。美術設定として関わった『かがみの孤城』（2022年12月23日公開）のエンドクレジットで、長年仕事を共にした原恵一より献辞が掲げられた。

## 作品

### 美術監督
1991年
- 楽しいムーミン一家 冒険日記（クレジット上は「美術設定」）

1993年
- ミラクル☆ガールズ

1995年
- クレヨンしんちゃん 雲黒斎の野望
- 秘境探検ファム&イーリー（3・4話）

1996年
- トイレの花子さん

1997年
- 忍ペンまん丸

1998年
- 浦安鉄筋家族

2000年
- BRIGADOON まりんとメラン

2001年
- 地球防衛家族
- 劇場版 とっとこハム太郎 ハムハムランド大冒険

2002年
- アソボット戦記五九
- 爆転シュート ベイブレード THE MOVIE 激闘!!タカオVS大地

2003年
- 劇場版 とっとこハム太郎 ハムハムグランプリン オーロラ谷の奇跡 リボンちゃん危機一髪!

2004年
- お伽草子（14話 - 26話）
- じゃがいぬくん

2005年
- おでんくん

2006年
- 半分の月がのぼる空

2007年
- 河童のクゥと夏休み
- シナモン the Movie

2010年
- カラフル
- おまえ うまそうだな

2011年
- キズナ一撃
- 遊☆戯☆王ZEXAL
- Dororonえん魔くん メ〜ラめら
- ジェノサイド（高野和明の小説のTVCM）

2012年
- ズモモとヌペペ
- 劇場版 FAIRY TAIL 鳳凰の巫女
- 遊☆戯☆王ZEXAL II
- ONE PIECE エピソードオブルフィ 〜ハンドアイランドの冒険〜

2013年
- DD北斗の拳（クレジット上は「美術監修」）
- オバケのどくろう

2014年
- ナンダカベロニカ

2015年
- 心が叫びたがってるんだ。
- DD北斗の拳2 イチゴ味+（美術設定も兼任）

2016年
- 遊☆戯☆王 THE DARK SIDE OF DIMENSIONS

2019年
- バースデー・ワンダーランド
- 空の青さを知る人よ

### 背景・美術参加作品
1988年
- マドンナ 炎のティーチャー

1990年
- 楽しいムーミン一家
- チンプイ エリさま活動大写真

1994年
- キャプテン翼J

1995年
- 2112年 ドラえもん誕生

1996年
- ソニック・ザ・ヘッジホッグ
- クレヨンしんちゃん ヘンダーランドの大冒険

1997年
- クレヨンしんちゃん 暗黒タマタマ大追跡

1998年
- クレヨンしんちゃん 電撃!ブタのヒヅメ大作戦

1999年
- のび太の結婚前夜
- ザ☆ドラえもんズ おかしなお菓子なオカシナナ?
- クレヨンしんちゃん 爆発!温泉わくわく大決戦

2000年
- おばあちゃんの思い出
- ザ☆ドラえもんズ ドキドキ機関車大爆走!

2001年
- クレヨンしんちゃん 嵐を呼ぶ モーレツ!オトナ帝国の逆襲
- スクライド
- ジャングルはいつもハレのちグゥ

2002年
- ぼくの生まれた日
- クレヨンしんちゃん 嵐を呼ぶ アッパレ!戦国大合戦

2003年
- 映画 あたしンち

2004年
- クレヨンしんちゃん 嵐を呼ぶ!夕陽のカスカベボーイズ

2005年
- クレヨンしんちゃん 伝説を呼ぶブリブリ 3分ポッキリ大進撃

2007年
- クレヨンしんちゃん 嵐を呼ぶ 歌うケツだけ爆弾!

2008年
- ドラえもん のび太と緑の巨人伝
- ルパン三世 GREEN vs RED

2009年
- クレヨンしんちゃん オタケベ!カスカベ野生王国
- ご姉弟物語

2011年
- クレヨンしんちゃん 嵐を呼ぶ黄金のスパイ大作戦

2012年
- グスコーブドリの伝記

2021年
- クレヨンしんちゃん 謎メキ!花の天カス学園

2022年
- かがみの孤城（美術設定）

2023年
- しん次元! クレヨンしんちゃん THE MOVIE 超能力大決戦 〜とべとべ手巻き寿司〜（Bgデザイン）